# Diocesi di Groninga-Leeuwarden

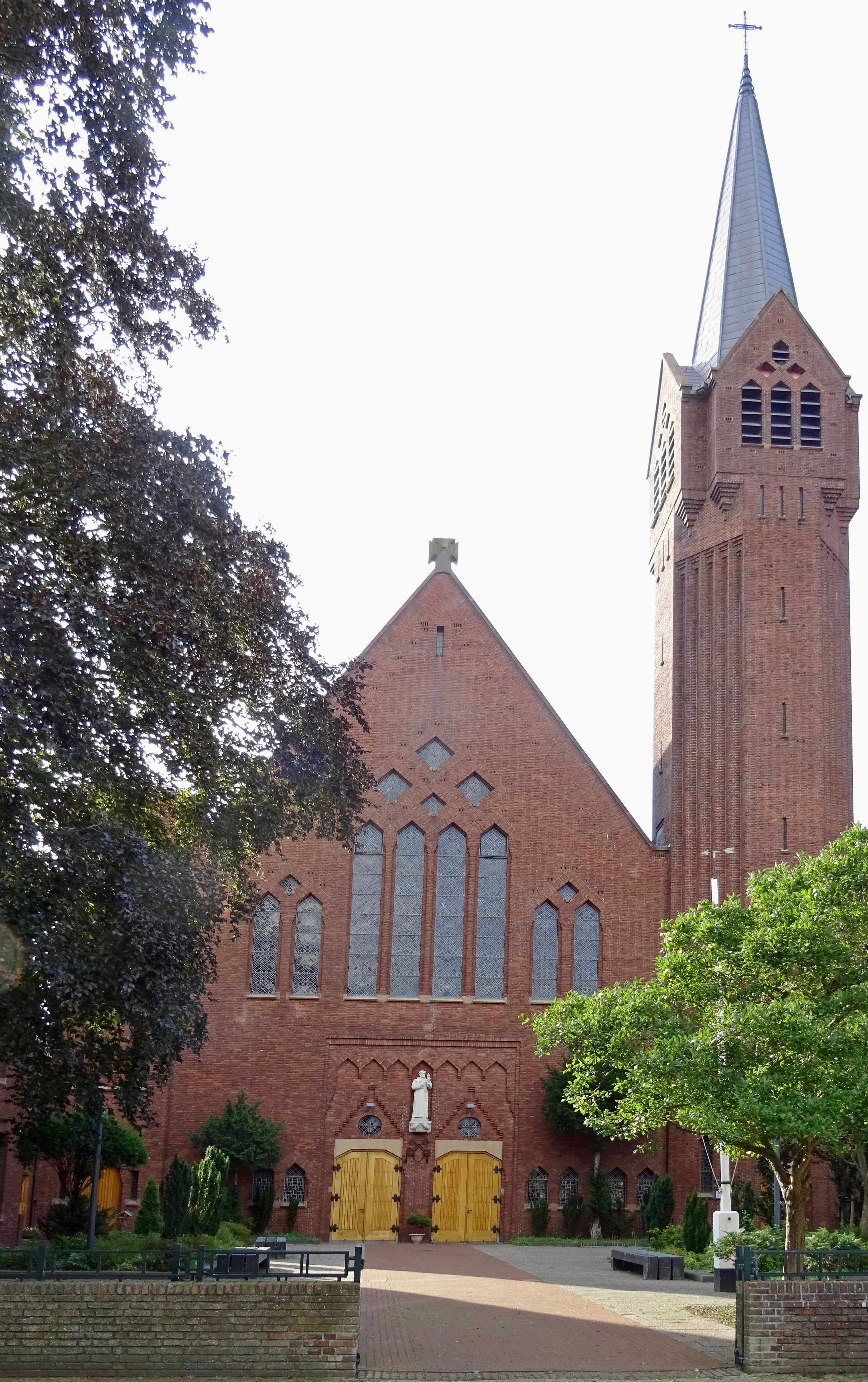
La basilica minore di San Francesco a Bolsward.

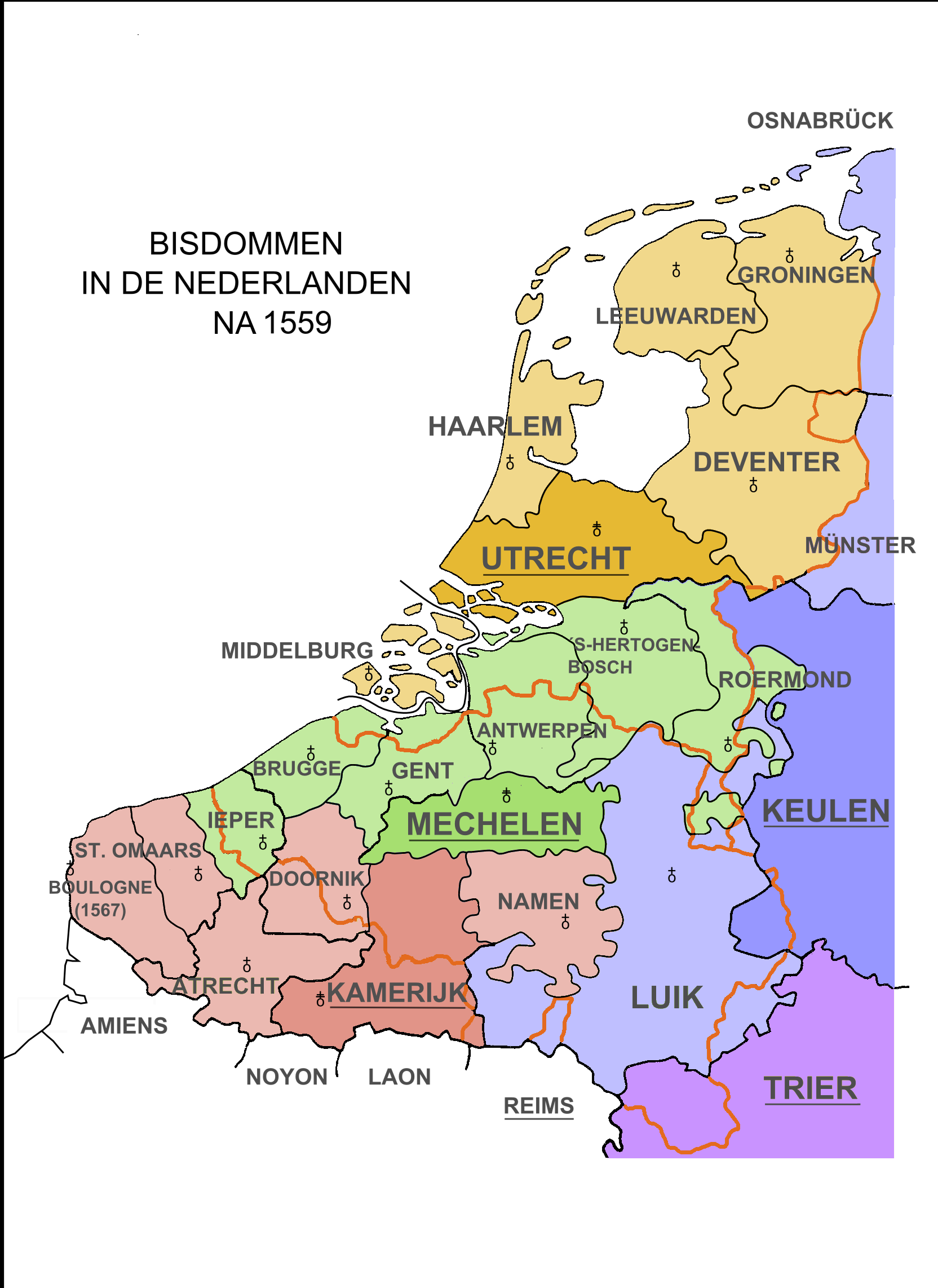
Mappa delle diocesi belghe e olandesi nel 1559.

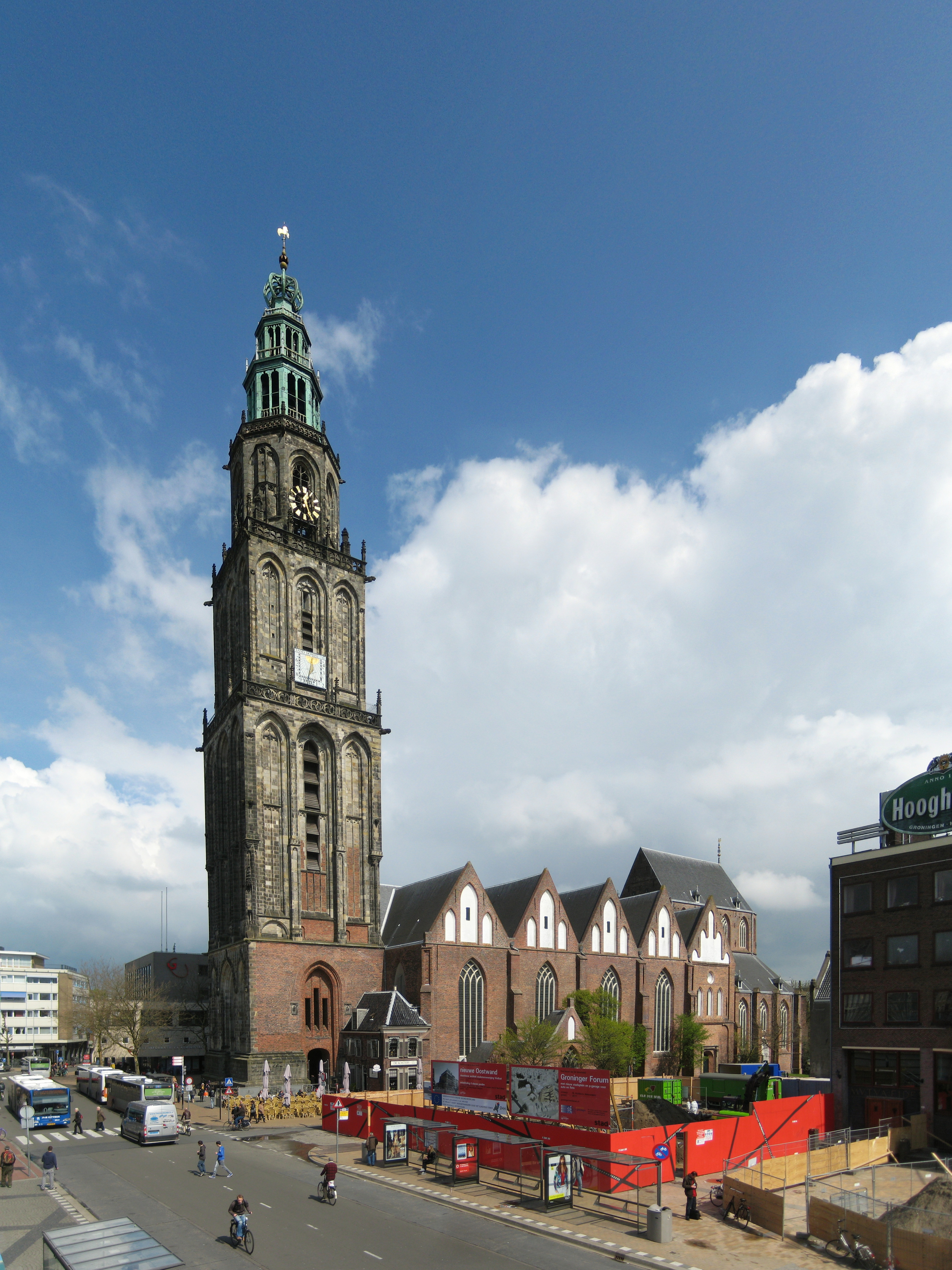
La chiesa di San Martino, primitiva cattedrale, che ora appartiene alla Chiesa riformata olandese.

La diocesi di Groninga-Leeuwarden (in latino Dioecesis Groningensis-Leovardiensis) è una sede della Chiesa cattolica nei Paesi Bassi suffraganea dell'arcidiocesi di Utrecht. Nel 2023 contava 96.000 battezzati su 1.770.000 abitanti. La sede è vacante, in attesa che il vescovo eletto Ronald Gerhardus Wilhelmus Cornelissen ne prenda possesso.

## Territorio
La diocesi comprende le province olandesi di Groninga, Frisia e Drenthe, e la parte settentrionale della provincia di Flevoland.
Sede vescovile è la città di Groninga, dove si trova la cattedrale di San Giuseppe. A Bolsward sorge la basilica minore di San Francesco.
Il territorio si estende su 8.880 km² ed è suddiviso in 21 parrocchie raggruppate in 2 vicariati.

## Storia
Già nel corso della prima metà del XVI secolo, dopo che i Paesi Bassi entrarono a far parte dei territori sottomessi al dominio dell'imperatore Carlo V, fu progettata una riorganizzazione ecclesiastica dei Paesi Bassi spagnoli, ma i progetti del 1525 e del 1551-52 non andarono in porto.
Solo con l'avvento del re Filippo II, si poté avviare la ridefinizione della geografia ecclesiastica dei possedimenti spagnoli. Una commissione apposita redasse un lungo rapporto, corredato da cartine geografiche, sull'opportunità di avviare un programma di fondazione di nuove diocesi che, nell'ambito della controriforma, favorisse un'intensificazione della vigilanza pastorale, nell'ottica di porre un freno alla corruzione e alla decadenza morale nel clero, ed insieme potesse limitare il progredire delle idee teologiche dei riformatori tedeschi e svizzeri.
Il 12 maggio 1559, con la bolla Super universas, papa Paolo IV eresse 14 nuove diocesi, tra cui quella di Groninga, che, assieme alle quattro preesistenti, formavano tre nuove province ecclesiastiche, ossia Cambrai, Malines e Utrecht, di cui Groninga divenne suffraganea. La bolla prevedeva che i vescovi fossero nominati dal re, nomina che doveva essere seguita dall'istituzione canonica fatta dalla Santa Sede.
La bolla Super universas tuttavia non definiva i confini delle diocesi, non stabiliva il numero delle parrocchie e soprattutto non prevedeva i mezzi di sussistenza delle mense episcopali. Una commissione incaricata di studiare questi aspetti lavorò oltre due anni, e solo il 7 agosto 1561 fu pubblicata la bolla Regimini universalis ecclesiae di papa Pio IV, che dette finalmente una fisionomia territoriale alla diocesi di Groninga, che comprendeva all'incirca il territorio delle odierne province di Groninga e di Drenthe, più alcune località dell'Overijssel. Il territorio fu ricavato in larga parte dall'arcidiocesi di Utrecht, eccetto i territori dell'estremo nord, che erano appartenuti alle sedi di Osnabrück e di Münster.
Fu eretta a cattedrale la chiesa parrocchiale di San Martino. La mensa episcopale fu costituita grazie alle entrate dell'abbazia premonstratense di Wittewierum e di quella cistercense di Aduard.
Le province del nord-est dei Paesi Bassi tuttavia si opposero a questa organizzazione ecclesiastica, temendo che ciò rinforzasse l'influenza spagnola in quelle regioni, che solo qualche decennio prima erano diventate possedimenti spagnoli. Il vescovo Johan Knĳf, ex superiore provinciale dei francescani dei Paesi Bassi, nominato l'8 agosto 1561, fu consacrato solo nel 1563; preferì sospendere per il momento la presa di possesso della sua diocesi, e decise di comportarsi come vescovo ausiliare dell'arcidiocesi di Utrecht per quelle regioni che fino a quel momento ne avevano fatto parte. Solo il 15 ottobre 1568 poté prendere possesso della diocesi e dare esecuzione alle bolle pontificie del 1559 e del 1561.
Nel mese di maggio 1569 Knĳf riunì un sinodo diocesano, dove furono promulgati i decreti di riforma del concilio di Trento. Il vescovo cercò, senza grandi risultati, di riformare il clero, di imporre ovunque la liturgia romana, di visitare con una certa frequenza le parrocchie della sua diocesi; tentò anche di istituire un seminario nei locali dell'abbazia di Wittewierum, dove aveva posto la sua sede, ma senza riuscirvi.
Alla morte di Johan Knĳf nel 1578 non fu più possibile stabilire un vescovo a Groninga, per l'opposizione delle autorità locali, e i due vescovi eletti, Jan van Bruhesen nel 1589 e Arnouldus Nĳlen nel 1593, non presero mai possesso della diocesi, che fu di fatto soppressa quando Nĳlen fu costretto a fuggire a Bruxelles nel 1594, anno in cui Groninga cadde in mano ai calvinisti.
Da questo momento il territorio della diocesi diventò terra di missione, affidata alla Missio Hollandica (Hollandse Zending). Solo dal 1610 il responsabile della missione, Sasbout Vosmeer, poté inviare periodicamente dei missionari in queste regioni, ma troppo pochi rispetto alle esigenze locali. Nel 1628 erano solo 5 i missionari, e solo Groninga aveva un prete residente. La popolazione cattolica, ancora sufficientemente numerosa a metà del XVII secolo, soprattutto nelle campagne, diminuì drasticamente per la mancanza di missionari. Solo alla fine del secolo Johannes van Neercassel poté organizzare delle stazioni missionarie fisse, suddivise in 4 distretti. Nei primi decenni del XVIII secolo queste stazioni missionarie entrarono a far parte dell'arcipresbiterato del Nord, con sede a Haarlem e con giurisdizione su tutte le antiche diocesi nel nord del Paese.
Ai tempi della restaurazione della gerarchia cattolica nei Paesi Bassi nel 1853 con il breve apostolico Ex qua die, eccetto alcune zone di frontiera, dove erano venuti a stabilirsi emigrati tedeschi di fede cattolica, il cattolicesimo era ridotto ai minimi termini. Nella provincia di Drenthe rarissime erano le località dove la proporzione dei cattolici oltrepassava l'1%. A Groninga, si calcola che i cattolici fossero il 16% della popolazione cittadina, ma nel resto della provincia la percentuale oscillava dallo 0,10 al 2%. Per questo motivo non fu restaurata l'antica diocesi, e il suo territorio fu annesso a quello dell'arcidiocesi di Utrecht.
Un secolo dopo fu decisa la restaurazione della diocesi, eretta il 16 luglio 1955 con la bolla Dioecesium immutationes di papa Pio XII. Il suo territorio, ricavato da quello dell'arcidiocesi di Utrecht, comprendeva, oltre al territorio dell'antica sede, anche quello della diocesi di Leeuwarden, eretta anch'essa nel 1559 e scomparsa con l'avvento del protestantesimo.
Il 4 maggio 1956, con la lettera apostolica Si quocumque, lo stesso papa Pio XII proclamò San Bonifacio, vescovo e martire, santo patrono della diocesi. Il 15 agosto successivo con la bolla Groningensis Ecclesia istituì il capitolo della cattedrale.
Il 26 novembre 2005 ha assunto l'attuale denominazione in forza del decreto Multum conferre della Congregazione per i vescovi.

## Cronotassi dei vescovi
Si omettono i periodi di sede vacante non superiori ai 2 anni o non storicamente accertati.
- Johan Knĳf, O.F.M.Obs. † (8 agosto 1561 - 1º ottobre 1578 deceduto)
  - Jan van Bruhesen † (? - 1592 nominato arcivescovo di Utrecht) (vescovo eletto)
  - Arnouldus Nĳlen † (prima del 1594 - 7 marzo 1603 deceduto) (vescovo eletto)
  - Sede soppressa (1603-1955)
- Pieter Antoon Nierman † (10 marzo 1956 - 21 maggio 1969 dimesso[1])
- Johann Bernard Wilhelm Maria Möller † (21 maggio 1969 - 26 aprile 1999 deceduto)
- Willem Jacobus Eĳk (17 luglio 1999 - 11 dicembre 2007 nominato arcivescovo di Utrecht)
- Gerard Johannes Nicolaus de Korte (18 giugno 2008 - 5 marzo 2016 nominato vescovo di 's-Hertogenbosch)
- Cornelis Franciscus Maria van den Hout (1º aprile 2017 - 21 giugno 2024 nominato vescovo di Roermond)
- Ronald Gerhardus Wilhelmus Cornelissen, dal 7 luglio 2025

## Statistiche
La diocesi nel 2023 su una popolazione di 1.770.000 persone contava 96.000 battezzati, corrispondenti al 5,4% del totale.
| anno | popolazione | popolazione | popolazione | presbiteri | presbiteri | presbiteri | presbiteri                | diaconi | religiosi | religiosi | parrocchie |
| anno | battezzati  | totale      | %           | numero     | secolari   | regolari   | battezzati per presbitero | diaconi | uomini    | donne     | parrocchie |
| ---- | ----------- | ----------- | ----------- | ---------- | ---------- | ---------- | ------------------------- | ------- | --------- | --------- | ---------- |
| 1970 | 128.194     | 1.500.000   | 8,5         | 288        | 191        | 97         | 445                       |         | 154       | 719       | 99         |
| 1980 | 145.600     | 1.585.000   | 9,2         | 150        | 63         | 87         | 970                       |         | 174       | 493       | 101        |
| 1990 | 145.903     | 1.645.000   | 8,9         | 92         | 38         | 54         | 1.585                     | 3       | 102       | 321       | 97         |
| 1999 | 123.600     | 1.700.000   | 7,3         | 61         | 33         | 28         | 2.026                     | 4       | 31        | 90        | 85         |
| 2000 | 121.000     | 1.700.000   | 7,1         | 56         | 33         | 23         | 2.160                     | 4       | 26        | 90        | 84         |
| 2001 | 120.000     | 1.700.000   | 7,1         | 53         | 31         | 22         | 2.264                     | 4       | 24        | 50        | 84         |
| 2002 | 120.000     | 1.700.000   | 7,1         | 52         | 30         | 22         | 2.307                     | 3       | 23        | 50        | 84         |
| 2003 | 120.000     | 1.700.000   | 7,1         | 50         | 28         | 22         | 2.400                     | 3       | 22        | 45        | 84         |
| 2004 | 120.000     | 1.700.000   | 7,1         | 50         | 28         | 22         | 2.400                     | 3       | 22        | 40        | 84         |
| 2006 | 120.000     | 1.700.000   | 7,1         | 49         | 27         | 22         | 2.448                     | 4       | 22        | 30        | 84         |
| 2013 | 109.500     | 1.914.000   | 5,7         | 36         | 30         | 6          | 3.041                     | 3       | 7         | 11        | 81         |
| 2016 | 110.200     | 1.927.000   | 5,7         | 37         | 33         | 4          | 2.978                     | 3       | 5         | 11        | 81         |
| 2019 | 102.150     | 1.944.920   | 5,3         | 38         | 29         | 9          | 2.688                     | 3       | 13        | 4         | 21         |
| 2021 | 101.330     | 1.798.657   | 5,6         | 30         | 26         | 4          | 3.377                     | 3       | 12        | 2         | 20         |
| 2023 | 96.000      | 1.770.000   | 5,4         | 26         | 25         | 1          | 3.692                     | 6       | 9         | 2         | 21         |